# Državna cesta D70
Die Državna cesta D70 (kroatisch für Nationalstraße D70) ist eine Hauptstraße in Kroatien.

## Verlauf
Die Straße führt von der Državna cesta D8 in Omiš nördlich des Flusses Cetina in östlicher Richtung zur Anschlussstelle Blato na Cetini der Autobahn Autocesta A1.
Die Länge der Straße beträgt 22,0 km.